# ساجا (قصص مصورة)

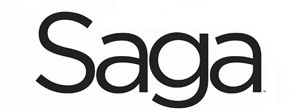
شعار مجلة القصص المصورة Saga

ساجا (بالإنجليزية: Saga) هي سلسلة كوميك من تأليف بريان فون تم نشرها في إميج كومكس،قوبلت السلسلة بإشادة واسعة من قبل النقاد.